# Battlefield Online
Battlefield Online – gra komputerowa typu first-person shooter wyprodukowana przez południowokoreańskie studio Neowiz Games przy wsparciu Electronic Arts oraz Digital Illusions CE. Jest to remake gry Battlefield 2, w którym zastosowano silnik graficzny z Battlefield 2142, w celu pogorszenia jakości gry tak, by dało się ją uruchomić na starszych komputerach.

## Rozgrywka
Rozgrywka jest bardzo podobna do tej znanej z gry Battlefield 2. Gracz opowiada się po jednej ze stron konfliktu (wojskiem amerykańskim lub rosyjskim, co stanowi różnicę w stosunku do Battlefield 2), z których każda posiada swoje unikalne zalety i wady. Uzbrojenie, pojazdy i wyposażenie jednostek jest identyczne jak w Battlefield 2. Gra toczy się na znanych z poprzednich części mapach (między innymi Karkand i Zatar Wetlands) oraz na całkiem nowych lokacjach. Jednocześnie w pojedynczej rozgrywce może uczestniczyć 64 graczy.